# Luca Marseiler
Luca Marseiler (* 18. Februar 1997 in München) ist ein deutscher Fußballspieler.

## Karriere
Nach seinen Anfängen in der Jugend vom SV-DJK Taufkirchen und FC Bayern München wechselte er in die Jugendabteilung der SpVgg Unterhaching. Mit diesem Verein gelang ihm am Ende der Saison 2016/17 der Aufstieg in die 3. Liga. Dort kam er auch zu seinem ersten Profieinsatz, als er am 3. Februar 2018, dem 23. Spieltag, beim 0:0-Auswärtsunentschieden gegen den SC Fortuna Köln in der 72. Spielminute für Thomas Steinherr eingewechselt wurde. Am Ende der Spielzeit 2020/21 stieg er mit Unterhaching aus der 3. Liga ab.
Zur Saison 2021/22 verpflichtete der Zweitligist SC Paderborn 07 Marseiler. Die Paderborner verliehen ihn in der gleichen Saison an den Drittligisten Viktoria Köln.
Im Anschluss an die einjährige Leihe wurde Marseiler, der ursprünglich bis Juni 2023 beim SC Paderborn unterschrieben hatte, fest von der Viktoria verpflichtet. Marseiler wechselt am 1. Juli 2024 ablösefrei vom FC Viktoria Köln zu SV Darmstadt 98.

## Erfolge
- Mittelrheinpokal-Sieger: 2022, 2023